# El padre Coplillas
El padre Coplillas es una película musical de 1968, dirigida por Ramón Comas. Es una coproducción hispano-portuguesa rodada en España y Portugal y está protagonizada por Juanito Valderrama, Dolores Abril, José Bastida y Silvia Tortosa, entre otros intérpretes españoles y portugueses.

## Sinopsis
El cura del pequeño pueblo de Villablanca (Huelva) tiene la intención de edificar un sitio para cobijo de pobres, entre las opciones que maneja la que está más a su alcance es la de salir cantando en la televisión para que a los españoles se les ablande el corazón y aporten algo de dinero para su obra.

## Reparto
| Intéprete                            | Personaje                          |
| ------------------------------------ | ---------------------------------- |
| Juanito Valderrama (Juan Valderrama) | Don Fernando, el 'Padre Coplillas' |
| Dolores Abril                        | Consuelo Montes                    |
| Luís Cerqueira                       |                                    |
| José Bastida                         | Perito                             |
| Silvia Tortosa                       | Rocío López                        |
| Juan José                            |                                    |
| Couto Viana                          |                                    |
| Manuel Macías                        |                                    |
| Eloy Herrera                         | El médico                          |
| Tito Torres                          |                                    |
| Alice Carla                          |                                    |
| Lafayette Viana                      |                                    |
| Julio Martims                        |                                    |
| Leonor Varela                        |                                    |

La voz de la canción que canta Rocío, el personaje de Silvia Tortosa, durante el festival musical era en realidad de la cantaora Perlita de Huelva, pues se usó la técnica de playback.

## Localizaciones
Fue rodada principalmente entre Sevilla y Cantillana (pueblo de la provincia de Sevilla), pero también en otras localidades de España: Écija y Moratalla; y de Portugal: Estoril y Cascaes.